# 3-etil-2,2-dimetilpentano
El 2,2,3,3-tetrametilpentano es un alcano de cadena ramificada con fórmula molecular C9H20.